# 柯爾特1860陸軍型轉輪手槍
柯爾特1860陸軍型轉輪手槍（英語：Colt Army Model 1860）是一款由塞繆爾·柯爾特設計、柯爾特製造公司製造的.44口徑單動式轉輪手槍，曾作為騎兵、步兵、火炮以及海軍部隊的隨身武器參與北美印第安戰爭。

## 歷史

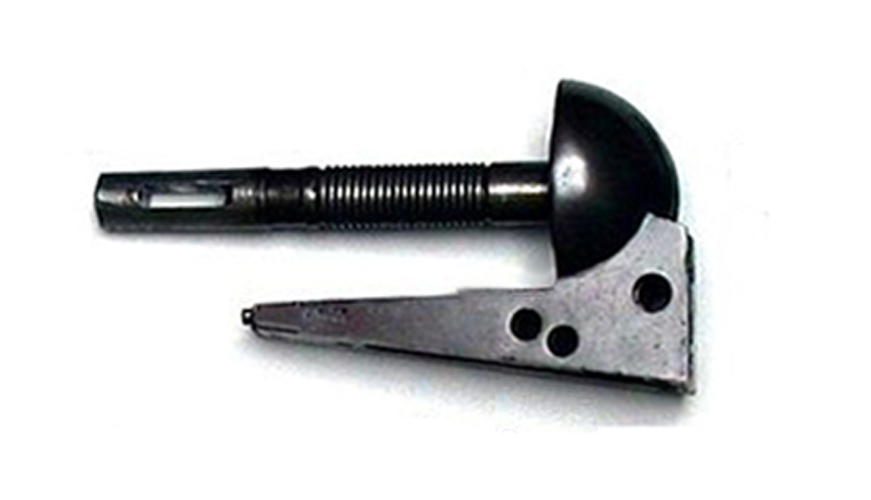
柯爾特1860陸軍型轉輪手槍的彈巢框架和中軸。

柯爾特1860陸軍型轉輪手槍使用與發射.36口徑的柯爾特1851海軍型轉輪手槍相同尺寸的結構。在彈巢開有槽口的設計，使得軍隊得以使用.44口徑的子彈和容納.44口徑的彈巢。1860陸軍型的槍管外型偏向錐形，並且比1851海軍型短，這是也為了容納.44口徑較長彈巢而做出的修改。1860陸軍型的另一個特點是，其採用了在柯爾特1855袖珍轉輪手槍首次出現的「攀爬」（creeping）裝填稈。
1860－1873年，總共有200,000把1860陸軍型出廠。最大的買主是美國政府，至少向柯爾特購買並配發了129,730把以上的該型手槍到部隊中。1860陸軍型為單動式手槍，一次可裝填六發子彈，精準度可達75到100碼，瞄具採用固定式照門和準星。V型照門安裝在擊錘上，只有在擊錘完全扣上才能進行瞄準。
1860陸軍型被大量使用在南北戰爭當中。其具有六發可旋轉彈巢，發射直徑0.454英寸（11.5）的圓形或圓錐型子彈，底火採用含有雷酸汞（一種受到劇烈撞擊後即爆炸的物質）的黑色火藥，在設計上，每次發射需消耗30公克底火。擊錘使用銅金屬製造，子彈初速可達900英尺／秒（274公尺／秒），但視使用多少底火而定。
開有槽口的彈巢，英文稱之為，這種彈巢的後部直徑會比前部短。槍管則與1861海軍型相同，內部為圓形且平滑。彈巢支架和擊錘皆經過表面硬化處理，槍枝的剩餘部分則是藍色的。握把為一塊核桃木，扳機護弓和握把前方由黃銅製成，而握把後方金屬部分為藍色。
1860陸軍型有一個明顯的特點，其彈巢上方沒有其他槍枝結構或部件，直接由下方的槍枝結構和彈巢中軸固定。這使得1860陸軍型比它的主要對手－雷明登M1858更輕更小，但同時也犧牲了槍枝結構的強度。彈巢中軸也使得1860陸軍型必須先將槍管移除才能將彈巢取下，雷明登M1858僅需將彈巢固定銷取下後，即可將彈巢取下。

## 衍生型

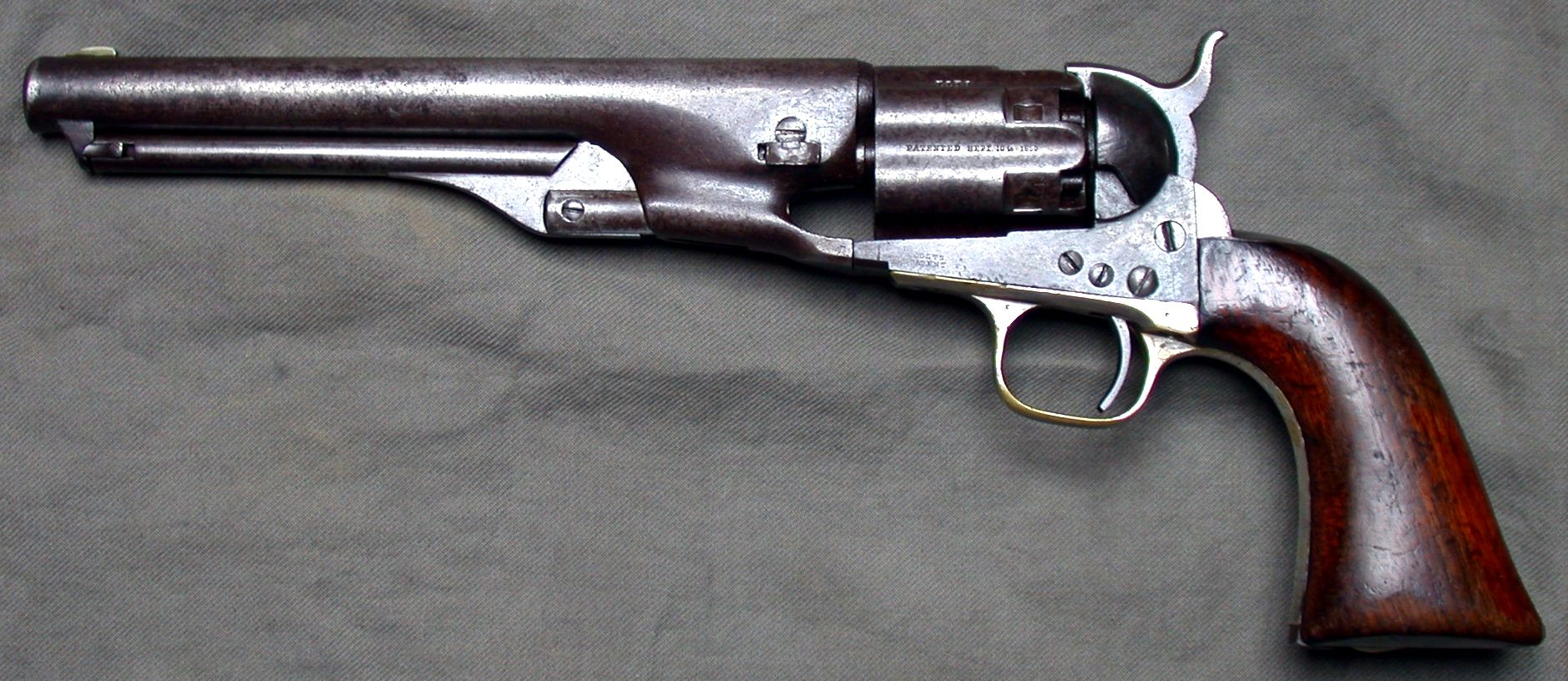
採用7.5英吋槍管和具有溝槽的1860陸軍型，生產編號為1158。

1860陸軍型的衍生型不多，一種是採用7.5英吋槍管的型號，生產數不到3,500把，另一種則是輕量型，生產數同樣不到8,000把。根據錫馬龍武器公司（英語：Cimarron Arms Company）的說法，衍生型在南北戰爭爆發前被大量引進德州，也因此被稱為德州型（Texas Model）。原本柯爾特打算使用碳含量受控且強度更強的銀彈簧鋼，但變薄的彈巢無法承受擊發時的壓力，時常發生爆炸。1850年9月10日，柯爾特取得溝槽彈巢的技術專利，之後所有彈巢皆在某一溝槽中印上「Sept. 10, 1850」（1850年9月10日），象徵專利取得的日期。1860陸軍型在生產約8,000把之後，柯爾特開始在1860陸軍型上印上柯爾特專利（COLT PATENT NO）加上四位數字的生產編號。1860陸軍型曾被德克薩斯共和國海軍大量採購，使用在墨西哥戰爭中，
在1860陸軍型的槍身側面，有用於固定可拆卸槍托的凸出物。有的槍托內是空心的，並可當作水壺使用，因此也得到「水壺槍托」（canteen stocks）的暱稱。基本上槍托由木頭製成，極少使用其他的材料，比如白镴材質的槍托。

## 生產歷史
1861年4月，2,230把1860陸軍型早期產品被銷往梅森-迪克森線以南的經銷商。1861年5月，美國海軍訂購了900把開有溝槽的1860陸軍型，並裝備在參與大西洋及海岸封鎖的船隻上。同時，美國陸軍也訂購了1860陸軍型，截至1864年2月4日因為大火導致柯爾特的工廠停止運作前，總共向軍隊交付了127,157把手槍。

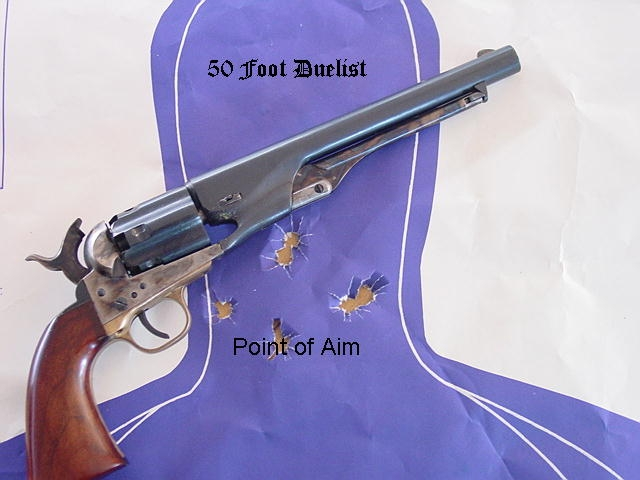
具有彈巢溝槽的1860陸軍型。
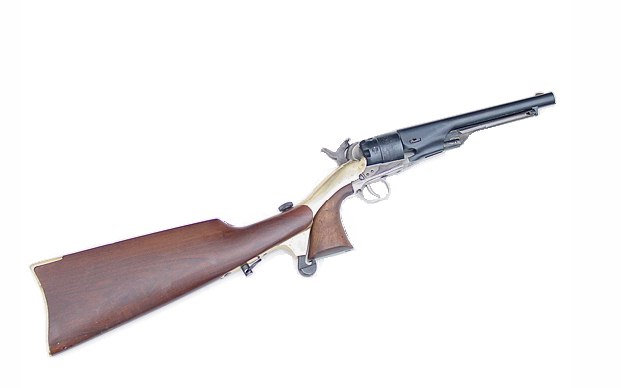
裝上可卸式槍托後的1860陸軍型。
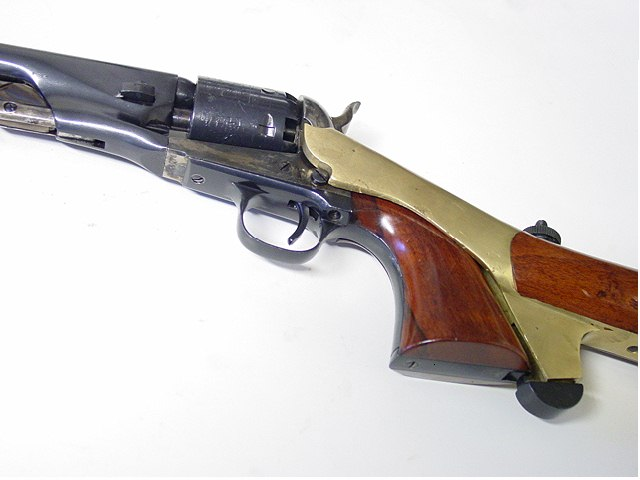
固定槍托的凸出物。

## 使用

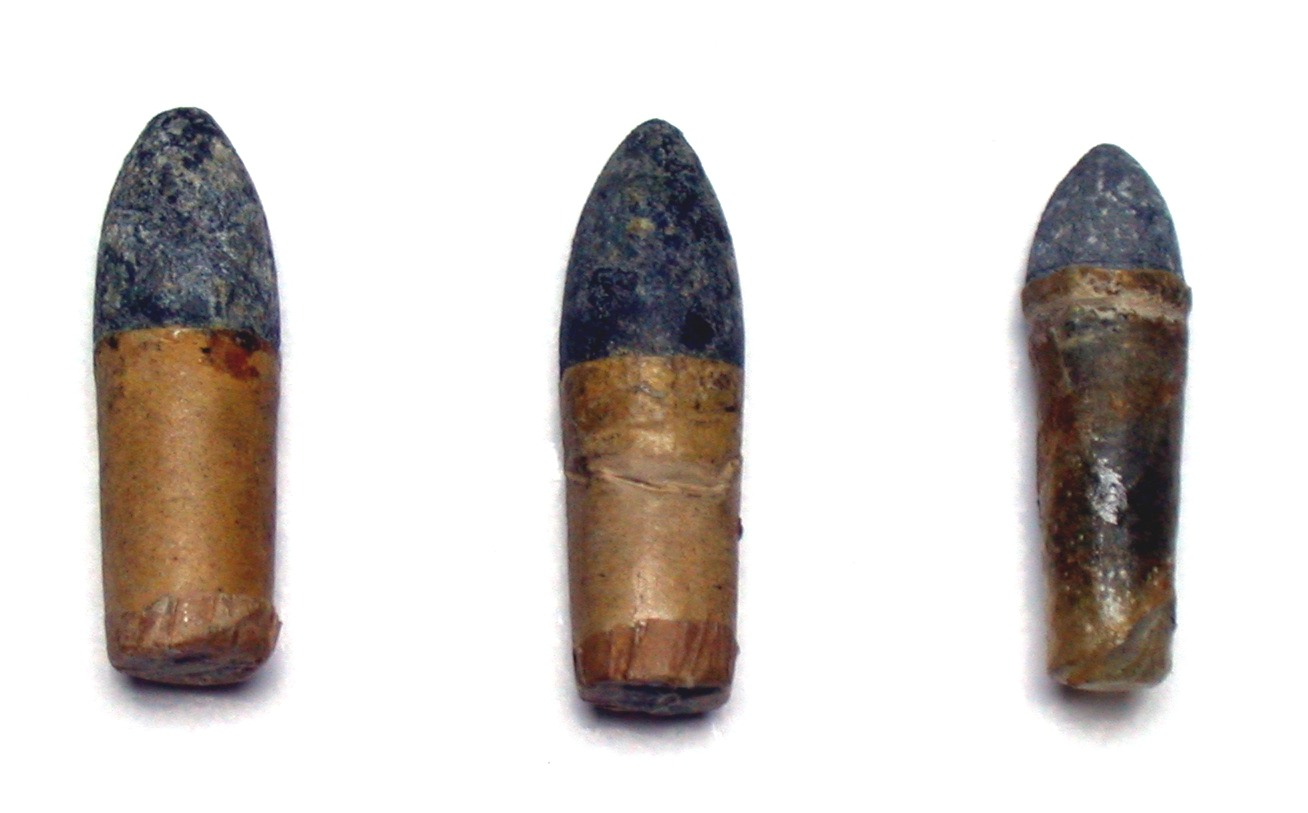
.44口徑和.36口徑的紙殼彈

1860陸軍型的裝填手續十分繁複，必須從彈巢中六個膛室的前端或槍口一一裝填。首先將定量黑火藥置入膛室，之後將彈頭放置在膛室開口上，並利用安裝在槍管下的裝填桿將彈頭壓入膛室。為了將膛室完全密封，鉛製彈頭直徑為稍稍超出膛室直徑的0.454英寸（11.5）。為了避免在擊發時，誤引燃隔壁膛室的底火（俗稱連環火），射擊者可以從膛室開口裝入包裝好的豬油或是專用的潤滑劑。
之後，士兵常使用紙殼彈來裝填1860陸軍型。紙殼彈是將預先測量好的黑火藥和彈頭，利用硝化紙（將紙浸泡在硝酸鉀中並乾燥以使其易燃）包裝在一起，裝填時僅需將子彈裝入膛室口，然後用裝填桿壓進膛室，最後將火帽（俗稱奶頭）裝膛室後端即可。
1860陸軍型早先的售價為20美金，在當時無論對軍方或是民眾來說，都是相當大的數目，也因此受到批評，1865年後，價格才降到14.50美金。
1860陸軍型與1861海軍型的差別在於，1861海軍型採用較小的.36口徑子彈，並有使用八角型槍管和圓形槍管的兩種衍生型。現今1861海軍型的復刻產品口徑皆為不正確的.44口徑，當時1861海軍型僅有以.36口徑製造。

## 外部連結
- 美西柯爾特轉輪手槍－1860陸軍型